# Saint-Sauveur-de-Montagut
Saint-Sauveur-de-Montagut là một xã ở tỉnh Ardèche, vùng Auvergne-Rhône-Alpes ở đông nam nước Pháp.